# Benigànim
Benigànim (em valenciano e oficialmente) ou Benigánim (em castelhano) é um município da Espanha na província de Valência, Comunidade Valenciana. Tem 33,4 km² de área e em 2021 tinha 5 742 habitantes (densidade: 171,9 hab./km²).

## Demografia
| Variação demográfica do município entre 1991 e 2004 | Variação demográfica do município entre 1991 e 2004 | Variação demográfica do município entre 1991 e 2004 | Variação demográfica do município entre 1991 e 2004 |
| --------------------------------------------------- | --------------------------------------------------- | --------------------------------------------------- | --------------------------------------------------- |
| 1991                                                | 1996                                                | 2001                                                | 2004                                                |
| 5326                                                | 5437                                                | 5572                                                | 5720                                                |